# Depot von Jaroslavice
Das Depot von Jaroslavice (auch Hortfund von Jaroslavice) ist ein Depotfund der frühbronzezeitlichen Aunjetitzer Kultur aus Jaroslavice, einem Ortsteil von Hluboká nad Vltavou im Jihočeský kraj, Tschechien. Es datiert in die Zeit zwischen 2000 und 1800 v. Chr. Die erhaltenen Gegenstände des Depots sind heute zwischen dem Südböhmischen Museum in Budweis und dem Museum in Týn nad Vltavou aufgeteilt.

## Fundgeschichte
Das Depot wurde im November 1901 südlich von Jaroslavice bei der Umwandlung einer Weide in einen Acker entdeckt. In der Umgebung dieses Depots traten zudem zahlreiche weitere Einzelfunde zutage. An der Fundstelle befanden sich mehrere kleine Grabhügel mit Durchmessern zwischen 2,5 m und 3,0 m sowie einer Höhe von etwa 0,7 m. Das Depot soll im mittleren Hügel gefunden worden sein.

## Zusammensetzung
Das Depot bestand ursprünglich aus 25 bronzenen Ösenhalsringen. Von diesen sind heute noch elf erhalten (zehn in Budweis, einer in Týn nad Vltavou). Sie sind annähernd kreisrund. Der kleinste hat eine Länge von 153 mm und eine Breite von 128 mm, der größte eine Länge von 168 mm und eine Breite von 155 mm. Das Gewicht liegt zwischen 162 g und 228 g. Die Oberflächen der Ringe sind fein facettiert.
Bei den Einzelfunden aus der Umgebung des Depots handelt es sich um eine gegossene Gürtelschließe, eine Kugelkopfnadel, zwei massive Ringe, ein Absatzbeil, einen Spangenbarren und ein Ringbarrenfragment (alle aus Bronze) sowie um einen goldenen Drahtring und Keramikscherben. Ein massiver Ring und der Goldring sind verschollen, die restlichen Gegenstände befinden sich heute in Budweis.